# Ансбах
Ансбах општина је у њемачкој савезној држави Баварска. Посједује регионалну шифру (AGS) 9561000.

## Географија
Општина се налази на надморској висини од 405 метара. Површина општине износи 99,9 km². У самом мјесту је, према процјени из 2010. године, живјело 40.454 становника. Просјечна густина становништва износи 405 становника/km².

## Међународна сарадња
| Мјесто    | Држава    | Врста сарадње | Од    |
| --------- | --------- | ------------- | ----- |
|           | Турска    | партнерство   | 1997. |
|           | САД       | партнерство   | 1960. |
| Англе     | Француска | партнерство   | 1968. |
| Јингјианг | Кина      | контакт       | 2004. |
| Фермо     | Италија   | партнерство   | 2006. |
|           | Француска | партнерство   | 1995. |
|           | Француска | партнерство   | 1994. |
|           | Француска | партнерство   | 1989. |
|           | Француска | партнерство   | 1981. |
|           | Пољска    | партнерство   | 2000. |
| Извор     |           |               |       |

## Галерија
- Положај града у Баварској
- Мапа града из 18. вијека